# Lotus Cars
Lotus è una casa automobilistica britannica, famosa per le sue realizzazioni sportive ed estreme e per le sue innovazioni, merito del suo fondatore, Colin Chapman; attualmente di proprietà della holding cinese Geely Holding Group, ha sede a Hethel in Inghilterra, in un’ex base aerea.
Di sua proprietà è la Lotus Engineering, società di consulenza ingegneristica che possiede strutture nel Regno Unito, negli Stati Uniti, in Cina e in Malesia.

## Storia

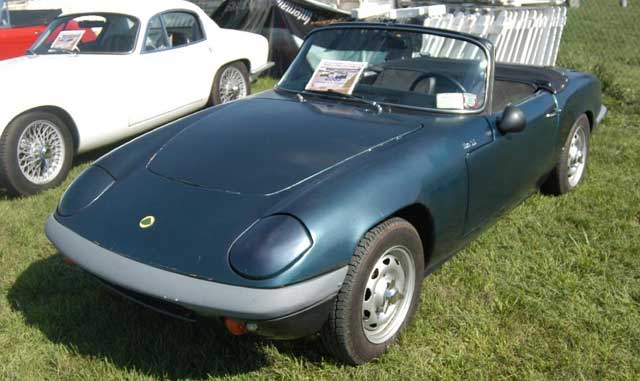
La Elan, uno dei modelli Lotus di maggior successo

La Lotus venne fondata nel 1952 da Colin Chapman, ingegnere tra i più illustri e influenti dell'automobilismo. Nel suo famoso logo su sfondo giallo e verde vi sono infatti le iniziali stilizzate del suo nome completo, Anthony Colin Bruce Chapman, seguiti dalla scritta Lotus. La scelta di questo nome non è mai stata ben chiara ma si ritiene che fu da lui scelto in onore della moglie, soprannominata per l’appunto con questo nome. Secondo altre fonti, il nome Lotus è un riferimento ai lotofagi, che mangiavano il loto per dimenticare la propria terra d'origine. Secondo Chapman, infatti, chiunque avesse provato una delle sue macchine si sarebbe dimenticato immediatamente di tutte le altre.
Le vetture prodotte da questo marchio seguivano la filosofia del suo fondatore. Chapman è stato uno dei più grandi innovatori in campo automobilistico e i suoi studi applicati alle auto si sono sempre rivelati vincenti tanto da fare del suo marchio una vera leggenda. Infatti tutte le sue vetture ruotavano attorno a un concetto di base: la leggerezza. In pochi avevano compreso quanto importante fosse costruire auto leggere, soluzione che non portava altro che vantaggi e permetteva di ottenere prestazioni eccezionali anche con motori piccoli (e quindi più economici e gestibili) e con pochi cavalli rispetto alla concorrenza. Lo notiamo perfettamente nei suoi più grandi capolavori come la Elan, la Seven, la Eleven, e tante altre: auto talvolta spartane ma con prestazioni sorprendenti per la cavalleria dei motori.

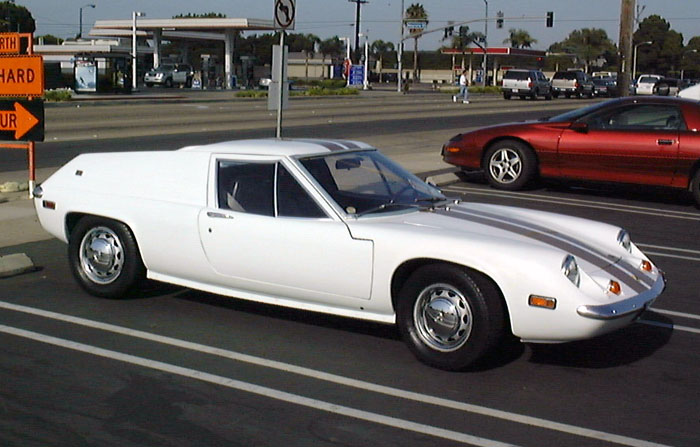
Lotus Europa S2

Dopo la morte del suo fondatore nel 1982 e in seguito anche alle esposizioni finanziarie dovute all'accordo stipulato con la De Lorean Motor Company per la costruzione della DMC-12, nel 1986 l'azienda venne acquisita dalla General Motors. Nel 1993 a sua volta il colosso statunitense la vendette alla lussemburghese A.C.B.N. Holdings S.A., controllata dall'uomo d'affari italiano Romano Artioli, a quei tempi proprietario anche del marchio Bugatti. Sotto la direzione Artioli la Lotus venne da costui rilanciata con un modello nel 1996, la Lotus Elise, che ebbe molto successo in quanto ben fatto e perfettamente in linea con la filosofia di Chapman. Da qui vennero in seguito sviluppate la Lotus Exige e le loro successive serie. Un altro passaggio di proprietà avvenne gradualmente a partire proprio dal 1996 alla malese Proton, in quanto, a seguito dei problemi con la Bugatti, Artioli fu costretto a vendere pian piano la proprietà della Lotus per pagare le pesanti perdite con la Bugatti. Da allora la produzione di Elise ed Exige è continuata nelle varie serie (con il cambio, nel 2001, del fornitore dei propulsori, da Rover a Toyota) con l’aggiunta della Lotus Evora e della Evija. Nel 2012 strinse un accordo con il preparatore svizzero Mansory nominandolo proprio elaboratore ufficiale.
Nel 2014 furono diffuse le immagini della Lotus C-01, un prototipo di motocicletta di cui fu dichiarato ne sarebbero stati realizzati 100 esemplari dall'azienda tedesca Kodewa utilizzando il marchio Lotus Motorcycles.
Nel maggio del 2017, Lotus viene acquistata dalla cinese Geely ed entra a far parte del suo gruppo assieme al già presente marchio Volvo. La Geely annuncia che intenderà produrre il primo SUV della casa a partire dal 2021 nel nuovo stabilimento cinese di Wuhan.

## L'attività sportiva
Nel 1958 la Lotus debuttò in Formula 1 col nome Team Lotus e nel corso degli anni divenne uno dei Team più vittoriosi di sempre, riuscendo ad aggiudicarsi 79 Gran Premi e sette titoli mondiali. Nel 1965 una Lotus 38 pilotata da Jim Clark vinse la rinomata 500 Miglia di Indianapolis: fu la prima volta che una vettura a motore posteriore si impose sul catino dell'Indiana e l'evento portò prestigio al marchio inglese nell'automobilismo mondiale, a soli 13 anni dalla sua fondazione.

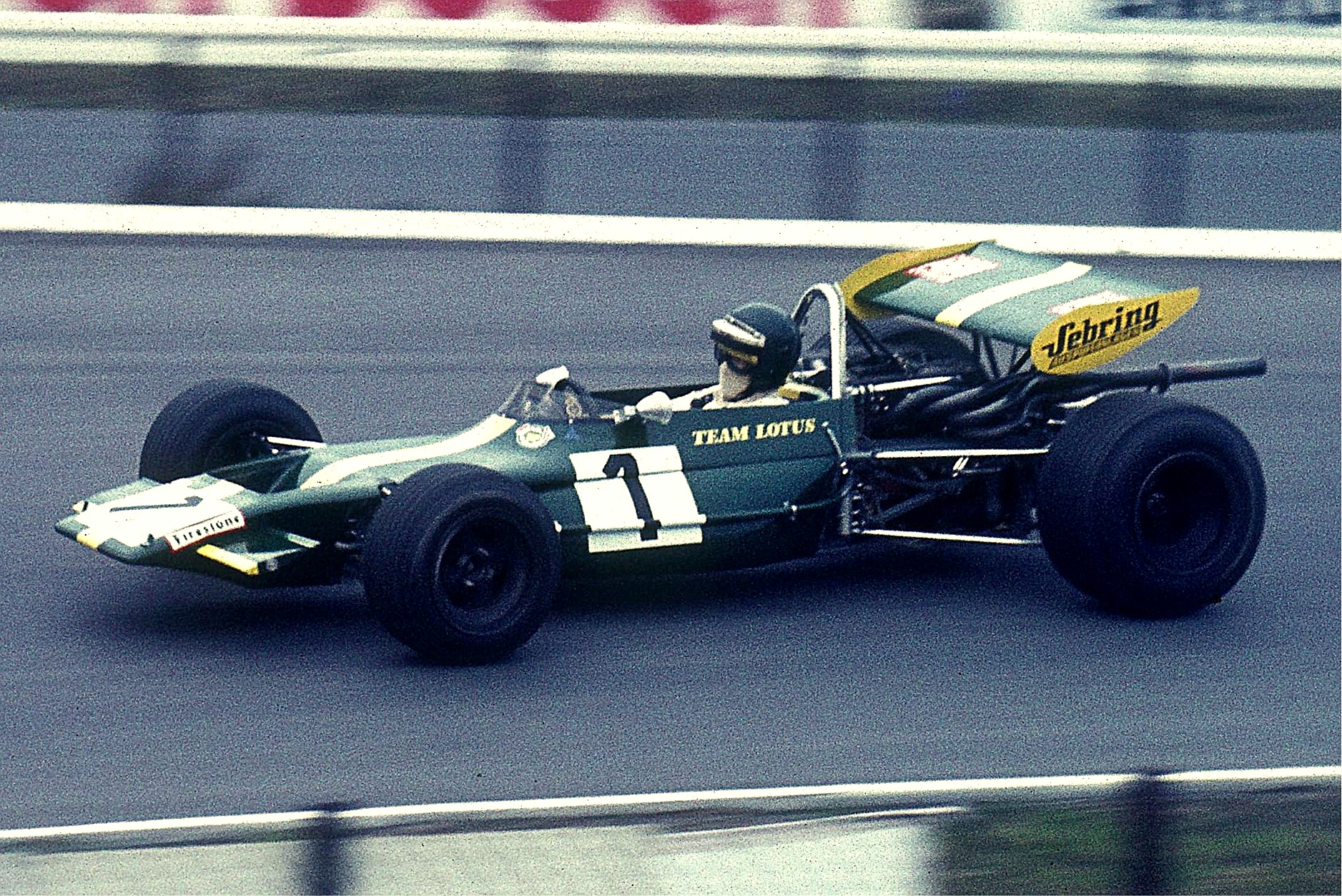
Una Lotus F2 guidata da Jochen Rindt

La sua attività si svolgeva anche nelle gare di Formula 2, che a quei tempi riscuoteva abbastanza successo ed era considerata una buona fucina di preparazione per piloti destinati alla serie maggiore.
Furono molti i piloti di Formula 1 che divennero famosi grazie ai successi con la scuderia britannica; tra questi Jim Clark che trovò la morte a bordo di una Lotus da Formula 2, Jochen Rindt che fu il primo pilota a vincere il titolo di campione mondiale postumo, dopo aver perso la vita in un incidente all'Autodromo nazionale di Monza nel 1970, e poi Emerson Fittipaldi, Mario Andretti, Nigel Mansell, e Ayrton Senna.

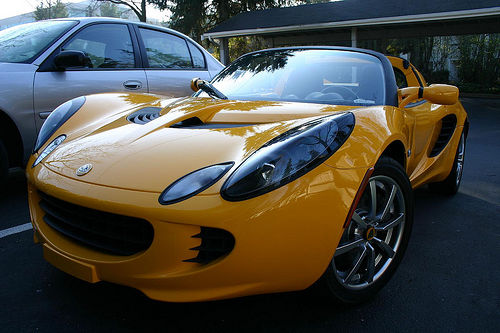
Lotus Elise S2 del 2005

Applicava naturalmente lo stesso concetto di leggerezza alle sue auto da Formula 1 dove fu forse il più grande innovatore. Le sue vetture si dimostravano infatti sempre un passo avanti e sono sue intuizioni importanti che tutt’oggi costituiscono l‘essenza delle vetture da corsa: leggerezza, come già detto, l’uso del motore centrale posteriore (visibile, in una sua stradale, nella Lotus Europa), tutto lo studio sulla deportanza che porta ad aggiungere alle auto elementi come spoiler, splitter e minigonne per migliorare l’aerodinamica, l’introduzione degli sponsor sulle auto con la Lotus 72, l’uso dei radiatori laterali, il telaio monoscocca, il motore con funzione portante Furono molte le auto prodotte da Lotus e tutte basate su questi concetti.

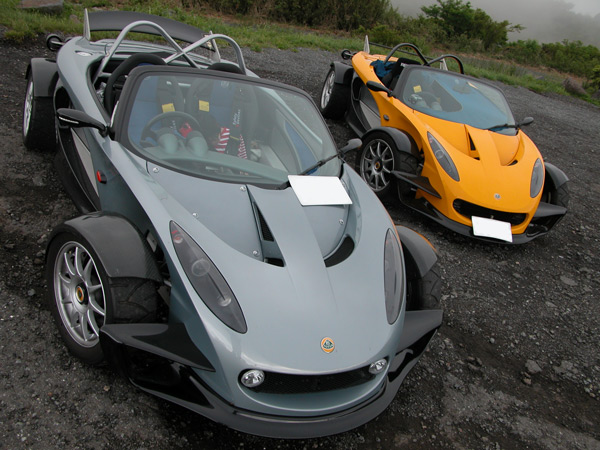
Lotus 340R del 2003

Alla morte del fondatore, avvenuta per infarto nel 1982, seguì un lento declino e la Lotus uscì dalla scena della Formula 1 nel 1994 a causa di problemi finanziari. La scuderia ha fatto ritorno in Formula 1 nel 2010, grazie a un consorzio composto dal governo malese e dal gruppo Proton.
Nel 2011 la Lotus Cars diventa sponsor della Lotus Renault GP, mentre dal 2012 scompare il nome Renault dalla denominazione del team che si chiamerà semplicemente Lotus F1 Team, per poi ritornare nuovamente Renault dal 2016.

## Modelli

### In produzione
- 2022-oggi: Lotus Eletre
- 2021-oggi: Lotus Emira
- 2021-oggi: Lotus Evija
- 2024-oggi: Lotus Emeya

### Passati
Modelli primordiali
- 1948: Lotus Mk1
- 1949: Lotus Mk2
- 1951: Lotus Mk3
- 1952: Lotus Mk4
- 1952: Lotus Mk6

#### Da competizione
- 1957: Lotus 12 (Formula 1, Formula 2)
- 1958-1960: Lotus 15
- 1958: Lotus 16 (Formula 1, Formula 2)
- 1959: Lotus 17 (24 Ore di Le Mans)
- 1960: Lotus 18 (Formula 1, Formula 2, Formula Junior)
- 1960-1962: Lotus 19
- 1961: Lotus 21 (Formula 1)
- 1962: Lotus 24 (Formula 1)
- 1962-1964: Lotus 25 (Formula 1)
- 1963: Lotus 29 (IndyCar)
- 1963-1965: Lotus 22 (Formula Junior)
- 1963: Lotus 27 (Formula Junior)
- 1963-1969: Ford Cortina "Lotus" (Rally)
- 1964-1965: Lotus 33 (Formula 1)
- 1965: Lotus 20 (Formula Junior)
- 1966: Lotus 43 (Formula 1)
- 1966: Lotus Europa (47/62) (24 Ore di Le Mans)
- 1967-1970: Lotus 49 (Formula 1)
- 1969: Lotus 63 (Formula 1)
- 1970-1975: Lotus 72 (Formula 1)
- 1971: Lotus 56 (Formula 1, IndyCar)
- 1974: Lotus 76 (Formula 1)
- 1976: Lotus 77 (Formula 1)
- 1977-1978: Lotus 78 (Formula 1)
- 1978-1979: Lotus 79 (Formula 1)
- 1979: Lotus 80 (Formula 1)
- 1980-1981: Lotus 81 (Formula 1)
- 1981: Lotus 88 (Formula 1)
- 1981-1982: Lotus 87 (Formula 1)
- 1982: Lotus 91 (Formula 1)
- 1983: Lotus 92 (Formula 1)
- 1983: Lotus 93T (Formula 1)
- 1983: Lotus 94T (Formula 1)
- 1984: Lotus 95T (Formula 1)
- 1985: Lotus 97T (Formula 1)
- 1986: Lotus 98T (Formula 1)
- 1987: Lotus 99T (Formula 1)
- 1988: Lotus 100T (Formula 1)
- 1989: Lotus 101 (Formula 1)
- 1990-1992: Lotus 102 (Formula 1)
- 1992-1994: Lotus 107 (Formula 1)
- 1994: Lotus 109 (Formula 1)
- 2010: Lotus T127 (Formula 1)
- 2011: Lotus T128 (Formula 1)
- 2011: Lotus Evora GTE (GT LM)
- 2012: Lotus E20 (Formula 1)
- 2013: Lotus E21 (Formula 1), Lotus Praga LMP2 (Le Mans Prototype)
- 2014: Lotus E22 (Formula 1)
- 2015: Lotus E23 Hybrid (Formula 1)

#### Stradali
- 1956-1958: Lotus Eleven (Type 11)
- 1957-1973: Lotus Seven (Type 7)
- 1957-1963: Lotus Elite I (Type 14)
- 1962-1975: Lotus Elan R26 (Type 26, Type 36, Type 45, Type 50)
- 1963-1967: Ford Cortina "Lotus" I (Type 28)
- 1966-1975: Lotus Europa (Type 46, Type 54, Type 65, Type 74)
- 1966-1970: Ford Cortina "Lotus" II (Type 28)
- 1974-1982: Lotus Elite II (Type 75, Type 83)
- 1975-1982: Lotus Eclat (Type 76, Type 84)
- 1976-2004: Lotus Esprit (Type 79, Type 82, Type 85, Type 105, Type 106, Type 114)
- 1982-1992: Lotus Excel (Type 92)
- 1989-1996: Lotus Elan M100 (Type M100)
- 1990-1994: Opel Omega "Lotus" (Type 104)
- 1996-2021: Lotus Elise
- 2000: Lotus 240R
- 2000-2021: Lotus Exige
- 2001-2006: Opel Speedster (Type 116)
- 2006-2010: Lotus Europa S (Type 121)
- 2007-2011: Lotus 2-Eleven (Type 122)
- 2009-2021: Lotus Evora
- 2010: Lotus Exos T125 (Type T125)
- 2016-2018: Lotus 3-Eleven

### Concept e prototipi
- 1984: Lotus Etna
- 1991: Lotus Emotion
- 2010: Lotus Elite Concept[6]
- 2010: Lotus Elan Concept
- 2010: Lotus Esprit Concept[7]

#### Biciclette
- 1992: Lotus Sport Pursuit Bicycle (Type 108)

### Soapbox
- 2002: Lotus 119